# Vietnams nationalförsamling
Nationalförsamlingen (vietnamesiska: Quốc hội) är den högsta lagstiftande församlingen i Socialistiska republiken Vietnam. Sedan valet 2011 består den av totalt 500 ledamöter valda på femårsmandat. De träffas två gånger per år och har bland annat som uppgift att utse landets president och premiärminister.
Vietnams konstitution erkänner parlamentet som "statsmaktens högsta organ" och ger det befogenhet att redigera konstitutionen, stifta lagar, implementera statsbudgeten, utse chefsdomaren i Folkets högsta domstol med mera.

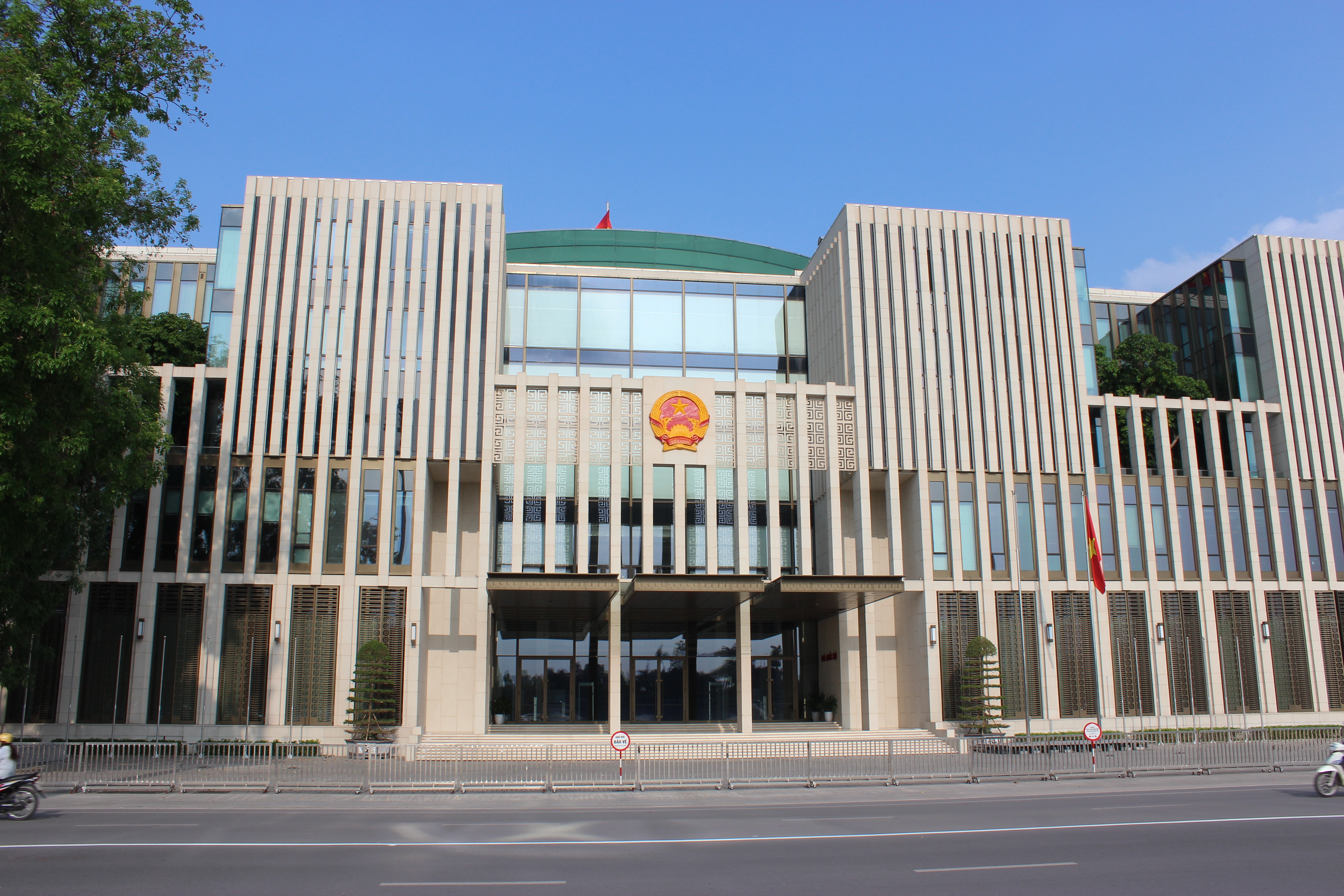
Socialistiska republiken Vietnams nationalförsamling

## Historia
Det första allmänna och nationella valet i Vietnam hölls 6 januari 1946, året efter att Ho Chi Minh hade utropat Demokratiska republiken Vietnam medan japanerna lämnade Franska Indokina. Den första mandatperioden förlängdes på grund av självständighetskriget mot den franska kolonialmakten och varade i 14 år fram till 1960. 1949 hölls ett begränsat parlamentsval i den av Frankrike kontrollerade södra delen av Vietnam. I vad som efter Genèvekonferensen 1954 formellt blev Nordvietnam hölls totalt fem parlamentsval från Indokinakrigets början till Vietnams enande 1975 och i Sydvietnam hölls sju parlamentsval. Det första valet i det enade Vietnam sedan 1946 hölls 25 april 1976. Vietnams fosterlandsfront utsåg samtliga kandidater i forna Nordvietnam och FNL stod för alla kandidater i forna Sydvietnam.

## Struktur
Nationalförsamlingen bygger på tre huvudsakliga underorgan:
- Ständiga utskottet: Nationalförsamlingens ständiga utskott sköter de flesta ordinarie uppgifter mellan parlamentssessionerna då inte samtliga ledamöter sammanträder. I 1980 års författning kallades organet Statsrådet och var ett kollektivt statschefsämbete som fungerade som ett överbryggning mellan den verkställande och lagstiftande makten, likt Högsta sovjets presidium i Sovjetunionen.
- Etniska rådet: Etniska rådets uppgifter är att behandla juridiska dokument om etniska ärenden.
- Övriga utskott: Utöver ovanstående finns flera parlamentariska utskott som behandlar specifika områden såsom lagstiftningsärenden, finanspolitik, försvarspolitik etc.[4]

Uppdraget att organisera debatter, bilda nya utskott, bestämma talartid och liknande tillfaller Nationalförsamlingens ordförande, en position som tidigare var knuten till Ständiga utskottet men har separerats.

### Val
Val till Vietnams nationalförsamling hålls var femte år i 186 flermansvalkretsar med sex till 26 mandat vardera beroende på invånarantal i varje valkrets. Rösträtt har samtliga vietnamesiska medborgare över 18 års ålder med undantag för sinnessjuka. För att kandidera måste man vara medborgare och över 21 år gammal.
I praktiken utses samtliga kandidater av Vietnams fosterlandsfront, en folkfront dominerad av Vietnams kommunistiska parti.